# Otto Cordes
Otto Cordes, född 31 augusti 1905 i Magdeburg, död 24 december 1970 i São Paulo, var en tysk vattenpolospelare.
Cordes blev olympisk guldmedaljör i vattenpolo vid sommarspelen 1928 i Amsterdam.